# (12661) Schelling
(12661) Schelling est un astéroïde de la ceinture principale.

## Description
(12661) Schelling est un astéroïde de la ceinture principale. Il fut découvert le 27 février 1976 à Tautenburg par Freimut Börngen. I fut nommé en honneur de Friedrich Wilhelm Joseph von Schelling. Il présente une orbite caractérisée par un demi-grand axe de 2,29 UA, une excentricité de 0,12 et une inclinaison de 4,9° par rapport à l'écliptique.

## Compléments